# 傾銷
傾銷是一種反競爭的商業行為。
傾銷的意義有二：傳統上，傾銷是掠奪性訂價（predatory pricing）的一種，即以蝕本價賣出貨品以打擊競爭對手、將對手驅離市場，並以最終提升價格作補償為目標。
根据世界贸易组织《关于实施1994年关税与贸易总协定第6条的协定》（简称《反倾销协定》）第2.1条的规定，若一产品自一国出口至另一国的出口价格低于在正常贸易过程中出口国供消费的同类产品的可比价格，即以低于正常价值的价格进入另一国的商业，则该产品被视为倾销。
一些覺得自己是第二種傾銷的受害者的國內工業人士，試圖模糊兩種傾銷的定義，讓人有“外國正在做一些在本國違法的事情”的印象，從而支持如關稅等的貿易保護主義措施。